# Șevcenkî, Kozelșciîna
Șevcenkî (în ucraineană Шевченки) este un sat în comuna Solonîțea din raionul Kozelșciîna, regiunea Poltava, Ucraina.

## Demografie
Componența lingvistică a localității Șevcenkî
     Ucraineană (83,33%)
     Rusă (15,15%)
     Maghiară (1,52%)
Conform recensământului din 2001, majoritatea populației localității Șevcenkî era vorbitoare de ucraineană (83,33%), existând în minoritate și vorbitori de rusă (15,15%) și maghiară (1,52%).